# Киш (древний город)

Древнее Междуречье

Киш (клиноп. 𒆧𒆠, шумер. Kiš, аккад. Kiššatu) — один из древнейших шумерских городов-государств в Древней Месопотамии (Ирак), располагался в 15 километрах к востоку от Вавилона.
Город Киш (совр. Телль-Ухаймир) был основан в IV тысячелетии до н. э. на месте более древних поселений. Примерно в XXIX веке до н. э. был центром 1-го объединения шумерских племён во главе царя Этаны. К Кишу относился и несколько более поздний город Хурсанг-калама (букв. «Лесистая гора страны»).
Общинным богом Киша был Забаба.
В начале Раннединастического периода в Кише правила полулегендарная I династия Киша, известная только по «Царскому списку». Первоначально список правителей I династии Киша открывался Этаной. Затем к началу кишского списка (перед Этаной) был добавлен перечень местных семитских родоначальников и тотемов, который по своему происхождению, видимо, не имел отношения к перечню «царей». Для всего кишского списка — как до, так и после Этаны — характерны фантастические цифры продолжительности правления царей. Вплоть до XXVII века до н. э. правители Киша были самыми могущественными в Северном Двуречье.
Около 3500—3100 гг. до н. э. здесь появляется древнейшая клинописная письменность (табличка из Киша).
В XXVII веке до н. э. в борьбе с городом Урук утратил своё господство.
В XXIV веке до н. э. Киш был разрушен шумерским царём Лугальзагеси, вскоре был восстановлен аккадским царём Саргоном. В дальнейшем Киш самостоятельной роли не играл, оставаясь крупным провинциальным центром Вавилонии, державы Ахеменидов, Парфянского царства и государства Сасанидов. При раскопках (1912 и 1923—1932) обнаружены остатки дворца (XXVIII—XXV вв. до н. э.), состоявшего из 2 зданий: более древнего, прямоугольного в плане, обнесённого крепостной стеной с башнями, и более позднего, имевшего в западной части узкий зал с 4 колоннами по центральной оси, а в восточной — галерею с колоннами на парапете. Исследован некрополь раннединастического периода (2-я четверть III тысячелетия до н. э.) с множеством керамики, бронз, оружия и украшений, цилиндрических печатей. Открыты здания аккадской эпохи и последующих периодов (в том числе 3 дворцовых здания, 224—651 гг.), а также большой архив клинописных документов (начало III—I тысячелетие до н. э.).
Французская группа археологов под руководством Анри де Женуйака проводила в Кише первые раскопки между 1912 и 1914 годами. В период с 1923 по 1933 годы там также работала англо-американская группа (Oxford-Field Museum Expedition — совместная экспедиция Филдовского музея и Оксфордского университета) во главе со Стивеном Лэнгдоном.

## Галерея

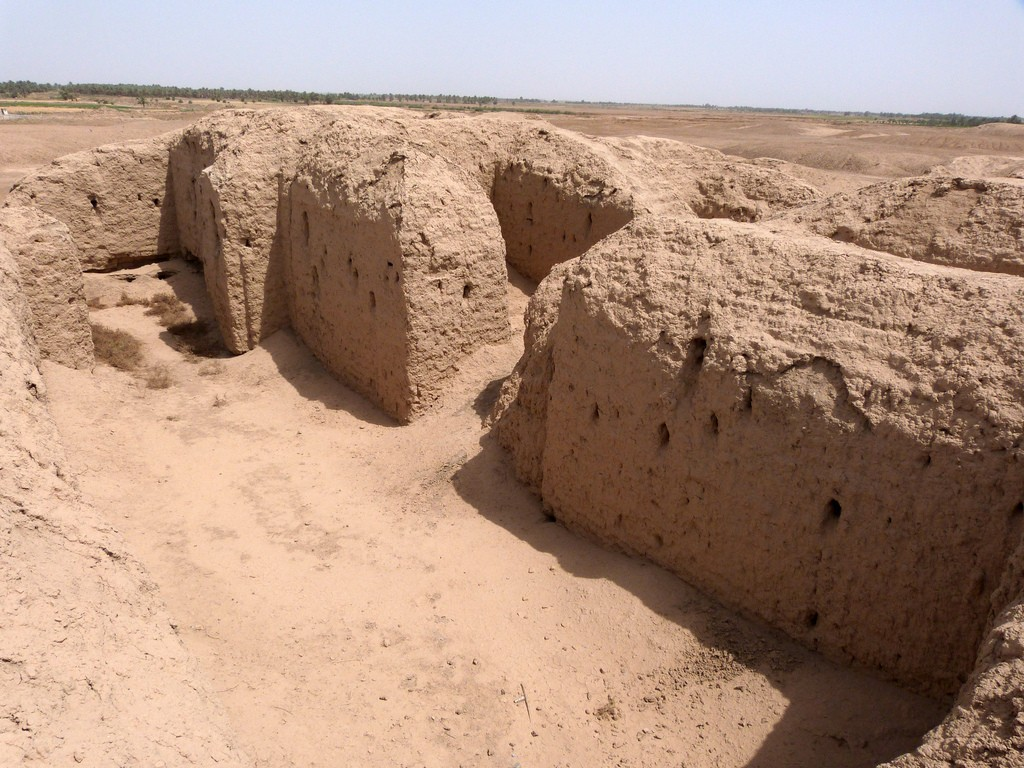
Городище Телль-Ухаймир, Ирак
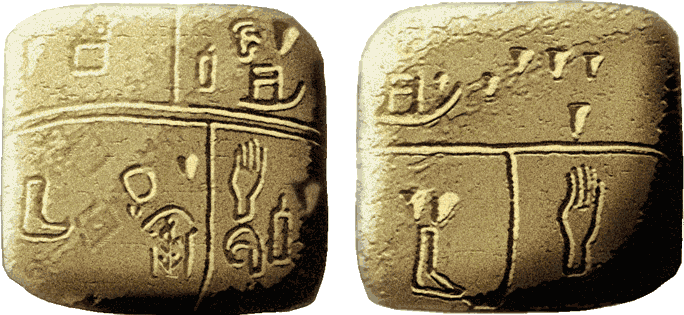
Глиняные таблички из Киша (3300 г. до н. э.)
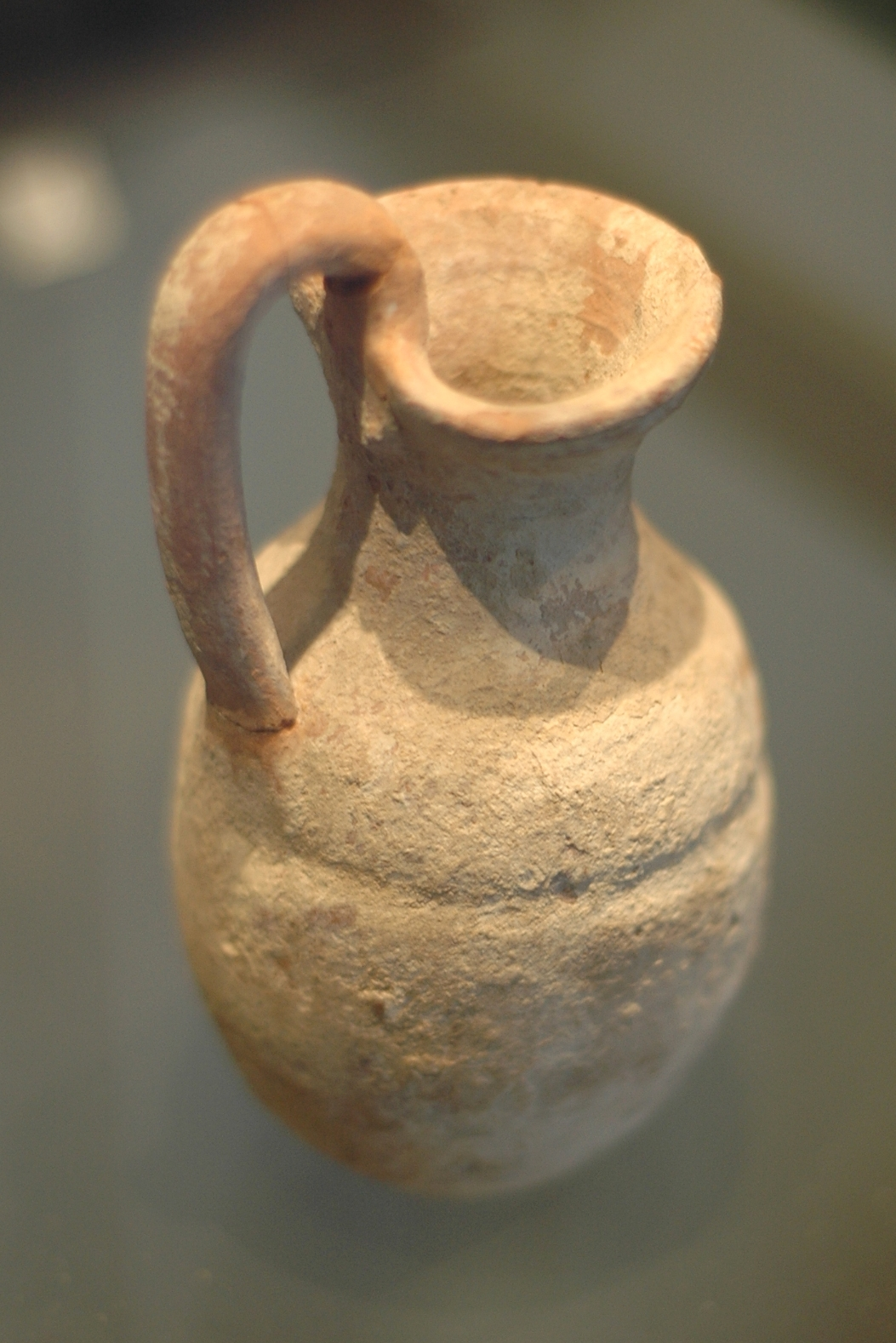
Ваза, найденная в раскопках Киша (III в. до н. э.)